# Суббота Спартак Олександрович
Спарта́к Олекса́ндрович Суббо́та, ім'я при народженні Олександр Олекса́ндрович Суббо́та (10 лютого 1992 , Хабаровськ ) — відеоблогер, відомість здобув, видаючи себе за психіатра та психотерапевта у методі когнітивно-поведінкової терапії. Ведучий проєкту «Подкаст терапія» на YouTube-каналі разом зі співведучими (до квітня 2023-го з Євгеном Яновичем, згодом з Іриною Марго). Позбавлений членства в Українській асоціації когнітивно-поведінкової терапії через порушення етичного кодексу. Станом на червень 2023 року, мав 443 тисячі підписників. 2023 року видалив канал @spartaksubbota, та створив @subbotaspartak.
У 2024 році виїхав з території України.

## Життєпис

### Ранні роки
Народився 10 лютого 1992 року в Хабаровську (Росія) в українській родині (мати — Лариса, батько — Олександр).
Закінчив Київський військовий ліцей ім. Богуна (2007). З 2009 до 2013 року навчався на очній формі навчання Національного педагогічного університету, бакалавр із психології під іменем Олександр Олександрович Суббота. Стверджував, що навчався у Національному медичному університеті ім. Богомольця, проте це було спростовано. За власним твердженням, закінчив магістратуру Університету Ніцци (Софія Антиполіс) 2015 року, однак такі дані відсутні в реєстрі ЄДЕБО.
З 2017 називає себе у медіа як дослідника психології серійних вбивць і психопатії. Веде приватну практику психотерапевта, заявляє, що спеціалізується на депресії, панічних розладах, обсесивно-компульсивному розладі, розладах сексуального спектра, фобіях, травмах, розладах харчової поведінки, низькій самооцінці.
З 2018 року веде психологічний клуб та клуб психології кіно, давав інтерв'ю ЗМІ, брав участь у заходах на тему психічного здоров'я та медицини. Як запрошений колумніст вів колонку для видань «Українська правда», «Forbes Україна». Регулярно з'являвся в ефірі «24 каналу». Залучений психоаналітиком дослідного центру Seetarget.
З 2019 року є науковим керівником приватної компанії «Інститут когнітивного моделювання».
У 2020 призначений радником на громадських засадах міністра охорони здоров'я України Максима Степанова та міністра охорони здоров'я України Віктора Ляшка (до квітня 2022).
2021 року захистив дисертацію «Клініко-нейропсихологічна детермінація реабілітаційного потенціалу особистості» та здобув ступінь кандидата психологічних наук з медичної психології (Ph.D).
Видана 2021 року книга «Припини це. Як розпізнати насильство та протидіяти йому» увійшла до списку десяти книг видавництва «Віхола» з найбільшою кількістю проданих примірників (4 000 на грудень 2022-го). У квітні 2023 року видавництво припинило співпрацю з Субботою. Видавництво заявило, що не додруковуватиме нові наклади книжки «Припини це», а також не видаватиме нову книгу автора.
2022 року заснував ТОВ «Національний інститут доказової психотерапії», який, за твердженнями засновників, популяризує наукові підходи та високі стандарти у сфері психотерапії.
Стверджував, що працював з СБУ, хоча насправді це не СБУ, а приватна компанія ТОВ «Спілка безпеки України». Розповідав, що став членом-кореспондентом Української академії наук. Це громадська організація, назву якої можна сплутати з назвою Національної академії наук України. Проте Спартак Суббота не вказав на цю відмінність.
У серпні 2024 року втік із України, незаконно перетнувши кордон.

## Громадська діяльність
У травні 2020 року в розпал епідемії COVID-19 в Україні Інститут когнітивного моделювання, керівником якого є Суббота, запустив онлайн-платформу «Розкажи мені» для психологічної допомоги населенню. Цей проєкт було запроваджено за підтримки Міністерства охорони здоров'я та Червоного Хреста України.

## Критика

### Фейкові дипломи
11 квітня 2023 року видання «Свідомі» опублікувало розслідування психотерапевта Іллі Полудьонного, у якому наведено факти багаторазового введення в оману та неетичної поведінки у психотерапевтичній практиці Субботи. Зокрема, про неправдивість тверджень щодо його медичної освіти, «роботи у спецслужбах», наукової діяльності та політичної незалежності. Наведені факти плагіату в науковій роботі. Заявлено також про неодноразові факти романтично-сексуальних стосунків із клієнтками, що заборонено етичними нормами в галузі психології.

#### Реакція суспільства
Реакція суспільства на розслідування — бурхлива та неоднозначна.
У день публікації розслідування видавництво «Віхола» вийшло із коментарем: «Ми звернулися до Спартака з проханням пояснити усі викладені у статті факти. Детальніше про наші подальші дії розповімо згодом». Через день видавництво оголосило про припинення співпраці.
У Національній психологічній асоціації назвали ситуацію «холодним душем» і заявили, що вона вчить розвивати критичне мислення та не довіряти усьому, що кажуть з екранів, навіть якщо постать — харизматична.
Наступного дня після публікації розслідування партнер по проєкту «Подкаст терапія» Женя Янович заявив про негайне закриття проєкту «Подкаст терапії». Він наголосив, що наведені факти йому невідомі та попросив вибачення, 14 квітня записав відеокоментар щодо ситуації з проєктом, де говорив: «я був професійно опрацьований брехуном; навіть якщо Спартак виграє суд, моя думка не зміниться». Окрім цього Євгеній заявляв, що не бачив диплома та не впевнений чи бачив свідоцтво про народження «психолога».
10 травня 2023 року, після того, як Спартак опублікував можливі документи про освіту, Міністерство освіти і науки України заявило, що дані про диплом магістра Субботи відсутні в реєстрі документів про освіту ЄДЕБО, а Свідоцтво про визнання в Україні іноземного документа про освіту МОН не видавало. Міністерство передало цю інформацію до Національної поліції з проханням перевірити можливу підробку документів.

## Родина
- Колишня дружина — Анна.
- Дружина — Єлизавета Комар[51]

### Наукові праці та публікації
- Суббота С. О. Формування та прояви сексуальної агресії в контексті сексуальних відхилень / Спартак Олександрович Суббота. // Збірник матеріалів II Всеукраїнської науково-практичної конференції з міжнародною участю «Психологічні засади забезпечення службової діяльності працівників правоохоронних органів». — 2019. — С. 121—123.[53]
- Лагутіна С. Особливості функціонування пам'яті під час травматичних подій [Електронний ресурс] / С. Лагутіна, С. Суббота // Психосоматична медицина та загальна практика. — 2020.[54]
- S. Lahutina, S. Subbota. The level of suicide behavior among transgender people within Ukrainian population (EPV0610) (2020). European Psychiatry 63(S1), S283–S589.[55]
- S. Lahutina, S. Subbota. Future perspectives of the Institute of Cognitive modeling within mental health care delivery in Ukraine (EPV0999)  (2020). European Psychiatry 63(S1), S283–S589.[55]